# Cimetière d'Écouen
Le cimetière d'Écouen est le cimetière communal de la ville d'Écouen dans le Val-d'Oise, à 19 km au nord de Paris. Il se trouve le long de la route de Paris et donne rue du Cimetière.

## Histoire et description
Le cimetière d'Écouen a ouvert en 1831 à l'écart du village après que le cimetière paroissial a été fermé pour cause d'insalubrité et transformé en verger. Il est agrandi en 1895. Il se trouve sur un coteau en pente joliment arboré et longé par un bois. Au milieu du cimetière, se dresse un calvaire en forme d'obélisque, sépulture d'un maire du XIXe siècle, le notaire Éléonor Antheaume mort en 1847. Ce cimetière bien entretenu conserve nombre de tombes anciennes, lui donnant un aspect fort romantique. Certains artistes autour de Pierre-Édouard Frère de la colonie de peintres d'Écouen du XIXe siècle y sont enterrés.

## Personnalités inhumées
- Gustave Aimard (Olivier Gloux, 1818-1883), écrivain populaire, mort fou à l'asile de Sainte-Anne
- Michel Arnoux (1833-1877), peintre
- Pancrace Bessa (1772-1846), peintre
- Adèle-Lucie Damoreau (1819-1910), cantatrice, épouse de l'écrivain Gustave Aimard
- Charles-Vincent Damoreau (1793-1863), artiste lyrique
- Léon Dansaert (1830-1909), peintre
- Emmanuel Duverger (1821-1898), peintre
- Pierre-Édouard Frère (1818-1886), peintre et maire d'Écouen, avec son fils Charles-Édouard Frère (1837-1894), peintre et son petit-fils Gabriel Frère (1874-1922), comédien
- Charles Kossbühl (1865-1905), dessinateur
- Jean-Marie de Lanessan (1843-1919), médecin et député d'extrême gauche, puis gouverneur de l'Indochine française
- Henry Robecchi (1826-1888), peintre et décorateur de théâtre
- Auguste Schenck (1828-1901), peintre d'origine allemande